# 伊夫基 (博胡斯拉夫區)
49°31′8″N 30°52′29″E / 49.51889°N 30.87472°E
伊夫基（烏克蘭語：Івки）是位於烏克蘭北部的村莊，由基辅州奧布希夫區的博胡斯拉夫市鎮負責管轄。該村面積0.8平方公里，海拔高度161米，2001年人口215，人口密度每平方公里268.8人。